# Adolfo Constanzo
Adolfo de Jesús Constanzo (Miami, 1 november 1962 - Mexico-Stad, 6 mei 1989) was een Amerikaans sekteleider en seriemoordenaar van Cubaanse afkomst. Hij wordt verantwoordelijk gehouden voor ten minste vijftien moorden gepleegd aan het eind van de jaren 80. Hij werd nooit berecht omdat hij zich dood liet schieten voor hij gearresteerd kon worden, om zo opsluiting in de gevangenis te voorkomen. Media noemden hem ook wel El Padrino de Matamoros ('de peetvader van Matamoros').

## Misdaden
Constanzo werd geboren als zoon van een vijftienjarige uit Cuba geëmigireerde moeder, die later nog twee kinderen kreeg van twee andere mannen. Nadat haar eerste echtgenoot stierf, verhuisde ze met haar zoon naar San Juan. Daar bracht ze hem in aanraking met Palo Monte. Nadat Constanzo samen met zijn moeder in 1972 terug naar Miami ging, stierf zijn stiefvader. Zijn moeder hertrouwde opnieuw, ditmaal met een man die zich innig met dezelfde religie en met drugshandel bezighield. Zowel Constanzo als zijn moeder werd bij herhaling opgepakt voor kleine diefstallen. Een Palo Monte-priester leerde hem om drugs te handelen.
Constanzo ging in 1983 naar Mexico City en kreeg daar Martín Quintana Rodríguez en Omar Chewe Orea Ochoa zover om zijn assistenten te worden. Samen met hen richtte hij een jaar later een sekte op in Matamoros die een soort mengvorm aanhing van offerrituelen en vermeende zwarte magie zoals beoefend in Haïti, Cuba en Jamaica. Enkele media spreken van een Satanische vorm van Santería. De groep hield zich niet alleen bezig met geloof, maar ook met drugshandel, duurbetaalde ceremonies en macht uitoefenen over lokale politieagenten. Constanzo deed dienst als hoofdpriester. Vanaf uiterlijk 1987 begon de sekte menselijke offers te brengen 'ter bescherming', doorgaans willekeurige jonge mannen die Constanzo van straat plukte.

## Ontmaskering
Constanzo's praktijken werden ontdekt toen de Amerikaanse student Mark J. Kilroy (21) tijdens de spring break van 1989 verdween in Matamoros. Politieagenten arresteerden leden van Constanzo's groepering in verband met een onderzoek naar drugshandel, maar kwamen er bij toeval achter dat de arrestanten ook verantwoordelijk waren voor het vermoorden van Kilroy. Meer leden van de sekte werden opgepakt. Constanzo dook onder. Toen hij en vier aanhangers werden opgespoord in een woning in Mexico-Stad, beval hij sektelid Alvaro de Leon Valdez om Quintana Rodríguez en hem neer te schieten zodat ze niet konden worden opgesloten, verklaarde een van Constanzo's belangrijkste sekteleiders, hoofdpriesteres Sara Aldrete, later. Hij was dood toen de politie hem aantrof. Aldrete werd wel opgepakt en veroordeeld tot 68 jaar gevangenisstraf voor haar aandeel in de misdaden van de groepering. De Leon Valdez bevestigde haar verklaring.
Politieagenten vonden een geïmproviseerd altaar in een schuur waarin bloed, menselijk haar en resten van menselijke hersenen werden aangetroffen. Kilroys onthoofde lichaam werd gevonden in een massagraf samen met de onthoofde en verminkte lichamen van veertien andere mannen en jongens.